# Lew Petrowitsch Pitajewski
Lew Petrowitsch Pitajewski (russisch Лев Петрович Питаевский; englische Transkription: Lev Pitaevskii; * 18. Januar 1933 in Saratow; † 23. August 2022 in Rovereto) war ein russischer Physiker.

## Werdegang
Pitajewski studierte bis zum Diplom an der Universität von Saratow und war 1955 bis 1962 ein Student von Lew Landau am Institut für Physikalische Probleme der Sowjetischen Akademie der Wissenschaften in Moskau, wo er 1958 promoviert wurde. 1964 habilitierte er sich dort (russischer Doktorgrad). Er blieb auch weiterhin am Institut für Physikalische Probleme (dem späteren Kapiza-Institut).
Er war zuletzt Professor an der Universität Trient am Zentrum für Bose-Einstein-Kondensate (BEC). 1994 bis 1998 war er Gastprofessor am Technion in Haifa, wo er auch die Ehrendoktorwürde erhielt.

## Errungenschaften und Preise
Pitajewski beschäftigte sich mit Quantengasen und speziell BEC. 1961 führte er die in diesem Zusammenhang wichtige Gross-Pitaevskii-Gleichung ein (unabhängig von E. P. Gross). Daneben beschäftigte er sich unter anderem mit der Theorie der Elastizität.
Er war ab 1976 korrespondierendes und ab 1990 volles Mitglied der Sowjetischen / Russischen Akademie der Wissenschaften. 1980 erhielt er den Landau-Preis und 2008 die Landau-Gold-Medaille der Akademie. Ab 1998 war er Ehrenmitglied der Ungarischen Akademie der Wissenschaften. 1994 erhielt er den Alexander-von-Humboldt-Preis und 1997 den Feenberg Memorial Award für Vielteilchenphysik für seine entscheidenden Beiträge zur Theorie der Bose-Supraflüssigkeiten und von flüssigem Helium, speziell für seine Untersuchungen der Fluktuationen nahe dem Lambda-Übergang und von elementaren Anregungen und Wirbeln (Vortizität) in einer Supraflüssigkeit, die einen Eckstein für unser Verständnis von Schlüsselaspekten von supraflüssigem 4He lieferten, was sich später auf das Gebiet kalter bosonischer Atome erweiterte (Laudatio). 2018 erhielt er den Pomerantschuk-Preis und den Premio Enrico Fermi. 2021 wurde Pitajewski der Lars-Onsager-Preis zugesprochen.

## Schriften
- Pitajewski ist Mitverfasser einiger Bände des Landau-Lifschitz, der berühmten Lehrbuchreihe über theoretische Physik von Lev D. Landau und Jewgeni Lifschitz: Bd. 4 Quantenelektrodynamik mit Berestetski und Lifschitz, Bd. 9 (Statistische Physik, zweiter Teil) und Band 10 (Physikalische Kinetik) jeweils mit Lifschitz.
- mit S. Stringari: Bose-Einstein Condensation and Superfluidity, Oxford University Press 2016, DOI
- mit S. Stringari: Bose-Einstein Condensation, Oxford University Press 2003, Rezension in Pro Physik
- mit F. Dalfovo, S. Giorgini, S. Stringari: Theory of Bose Einstein condensation in trapped gases, Rev. Mod. Phys., Bd. 71, 1999, S. 463, DOI